# Нов Епир
Нов Епир (на латински: Epirus Nova, известен също така и като Илирийска Гърция (Illyria Graeca) е римска провинция, създадена като административна единица от император Диоклециан по време на преструктурирането на римските провинции с център Лихнидос. В резултат от административната реформа, на територията на днешна Средна и Южна Албания, както и Западна Македония е създадена нова провинция. Нейна столица е Дирахиум.